# Volksgarten Kray

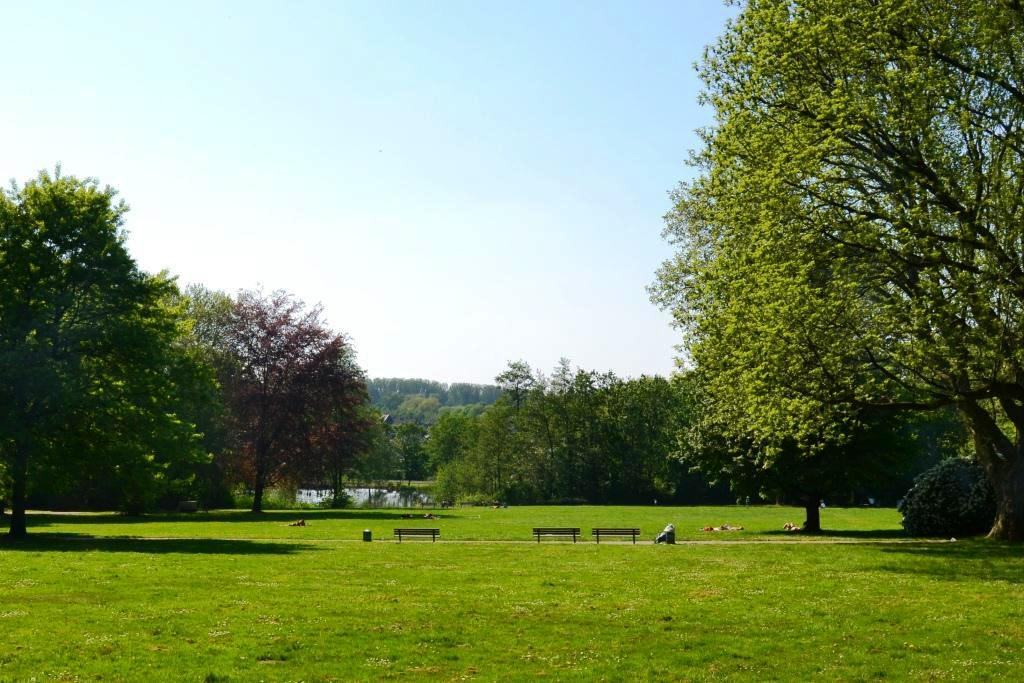
Volksgarten in Essen-Kray

Der Volksgarten Kray ist eine Parkanlage im östlichen Essener Stadtgebiet. Entgegen seinem Namen liegt er kartografisch exakt östlich angrenzend an den Stadtteil Kray im Stadtteil Leithe.

## Geschichte
Auf dem Gebiet des heutigen Volksgartens lag bis 1896 ein Teil des Hofes Schulte-Brüning, dessen Geschichte als ehemaliger Lehnshof der Abtei Deutz bis 1327 zurückverfolgt werden kann. In dieser Zeit  war diese Gegend noch überwiegend landwirtschaftlich geprägt. Der Gelsenkirchener Fabrikant Wilhelm Munscheid hatte angeboten, im rasch wachsenden Kray, in dem sich viele Arbeiter für den boomenden Steinkohlenbergbau und die aufstrebende Stahlindustrie niederließen, einen Erholungsbereich zu schaffen. 1896 verkaufte Heinrich Theodor Brüning seinen Hof an Wilhelm Munscheid. Die damalige Bürgermeisterei Kray-Leithe zögerte jedoch, kaufte aber schließlich 1912 rund zehn Hektar des Gebiets, als Munscheid auch die Kosten für die Erschließung des künftigen Parks übernehmen will. Die Gesamtkosten zur Errichtung des Volksgartens beliefen sich auf 208.000 Mark, inbegriffen waren dabei der Grunderwerb, umfangreiche Erdarbeiten, der Bau der Teiche und die gärtnerische Ausgestaltung.

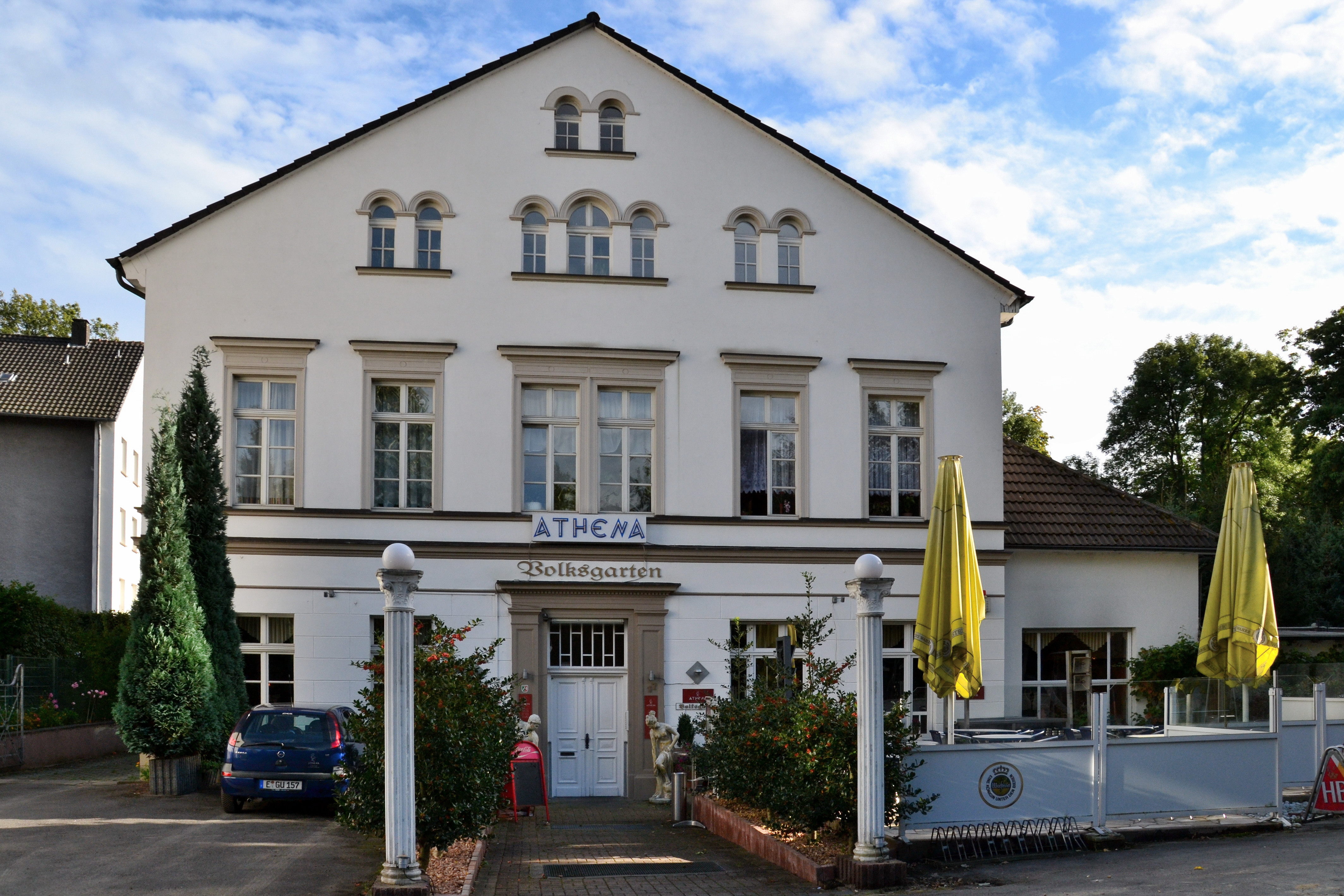
Gebäude des ehemaligen Restaurants zum Volksgarten

Am 22. Juni 1913, zur 25-jährigen Regentschaft Kaiser Wilhelm II., wurde der Volksgarten mit seinen natürlichen Hügeln und angelegten Fischteichen eingeweiht. Ein Gebäude des ehemaligen Hofes Schulte-Brüning, das Mitte des 19. Jahrhunderts errichtet worden war, wurde zum Restaurant zum Volksgarten umgestaltet. Es wechselte bis heute mehrfach seine Besitzer und steht seit 1991 unter Denkmalschutz. Seitdem der Volksgarten in den 1950er Jahren von der A 40 zerschnitten wurde, befindet sich das ehemalige Restaurant südlich der Autobahn und damit außerhalb des heutigen Volksgartens.
In den 1980er Jahren wurde die nun nördlich der A 40 verbliebene Parkanlage bis an die Wohngebiete erweitert und besser an die umliegenden Wohngebiete angebunden. Hinzu kamen Spielplätze inklusive Bolzplatz. 
Die beiden Teiche sind durch umfangreiche Rodungs- und Gehölzschnittarbeiten im Jahre 2006 wieder für die Parkbesucher zugänglicher gemacht geworden, so dass Bänke und Aussichtspunkte wieder nutzbarer wurden.
Zur Erhaltung der Anlage, der Pflege und Verbesserung von Biotopen, Artenschutzmaßnahmen und zur Entwicklung nachhaltiger und umweltschonender Konzepte wurde im Januar 2008 der Naturschutzverein Volksgarten gegründet.
2011 fand eine umfangreiche Sanierung des Volksgartens statt. Insbesondere wurden die Teiche renaturiert und die alte Fontäne durch eine neue ersetzt.

## Charakter
Überwiegend alter Baumbestand und ausgedehnte Wiesenflächen an leichten Hängen prägen den etwa zehn Hektar großen Volkspark. Darunter sind vier als Naturdenkmal ausgewiesene Bäume: eine Kaukasische Flügelnuss, eine Linde, eine Baum-Hasel und ein Ginkgo. Zum Park gehören ebenfalls zwei Teiche und ein Kinderspielplatz. Mehrere größere Feste finden jährlich im Volksgarten statt, wie beispielsweise das Frühlingsfest und das Kinderfest, dessen Erlös immer den Kindern im Stadtteil zugutekommt.

Naturdenkmäler im Volksgarten
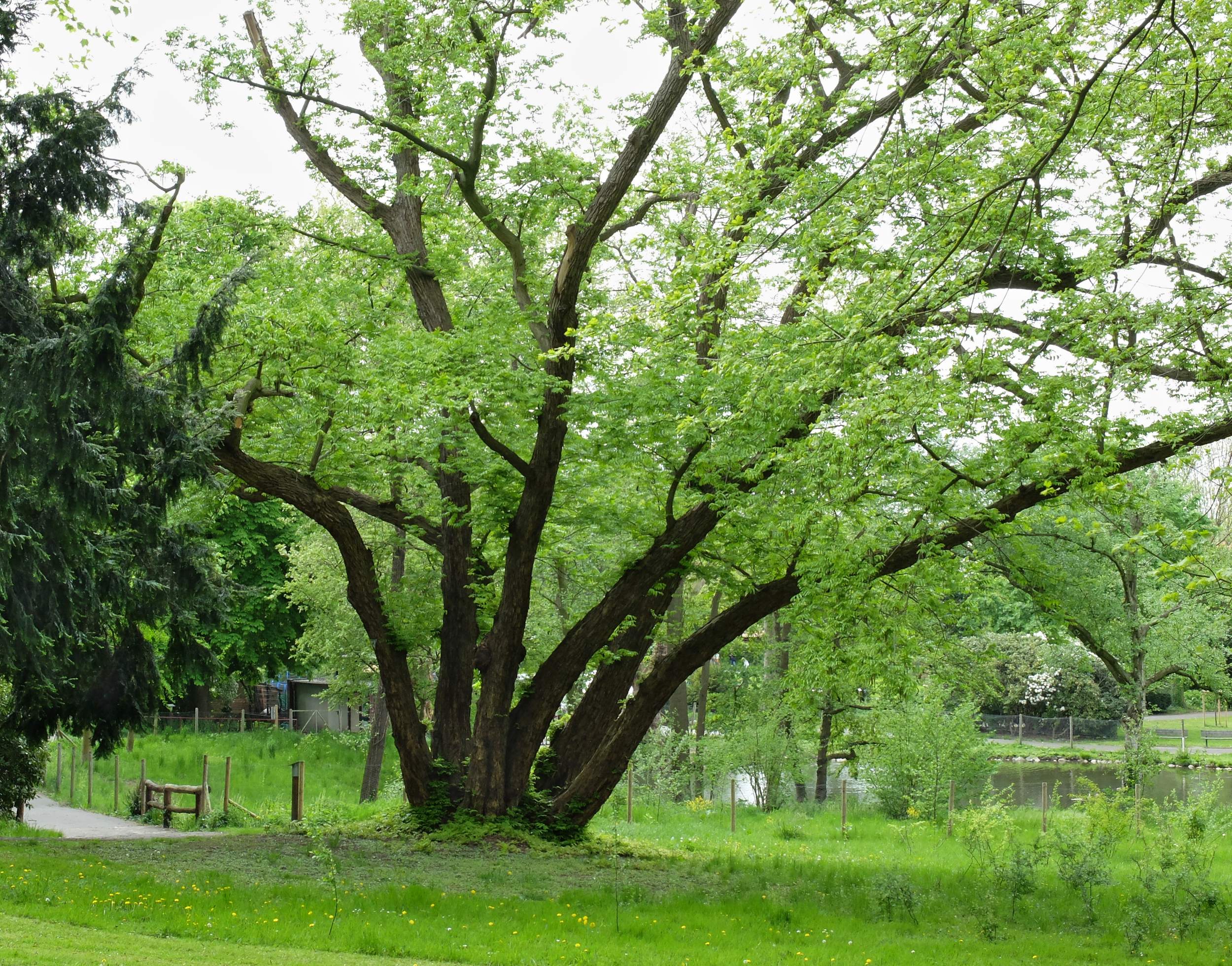
Siebenstämmige Kaukasische Flügelnuss (pterocarya fraxinifolia)
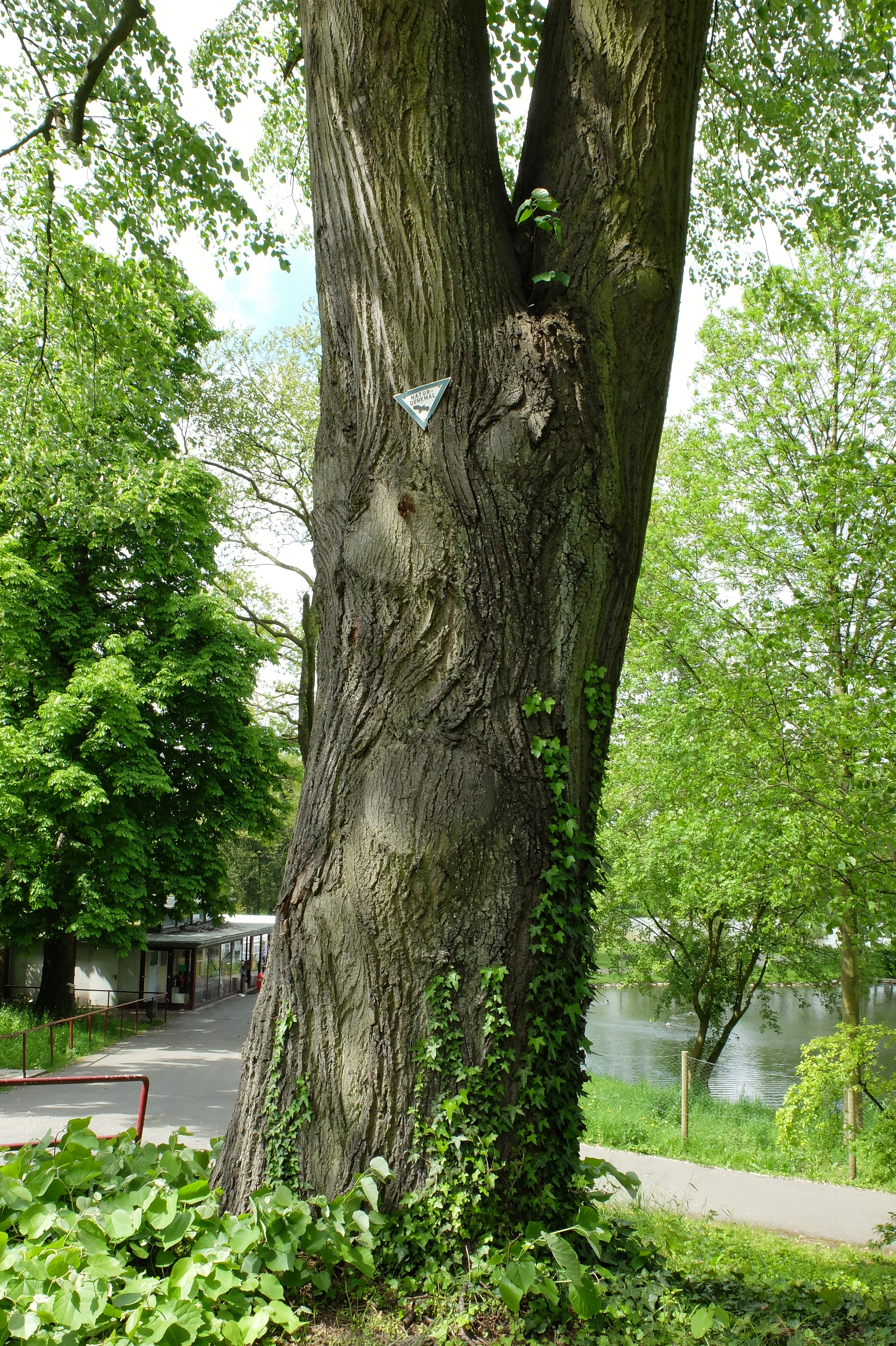
Linde (tilia platyphyllos)
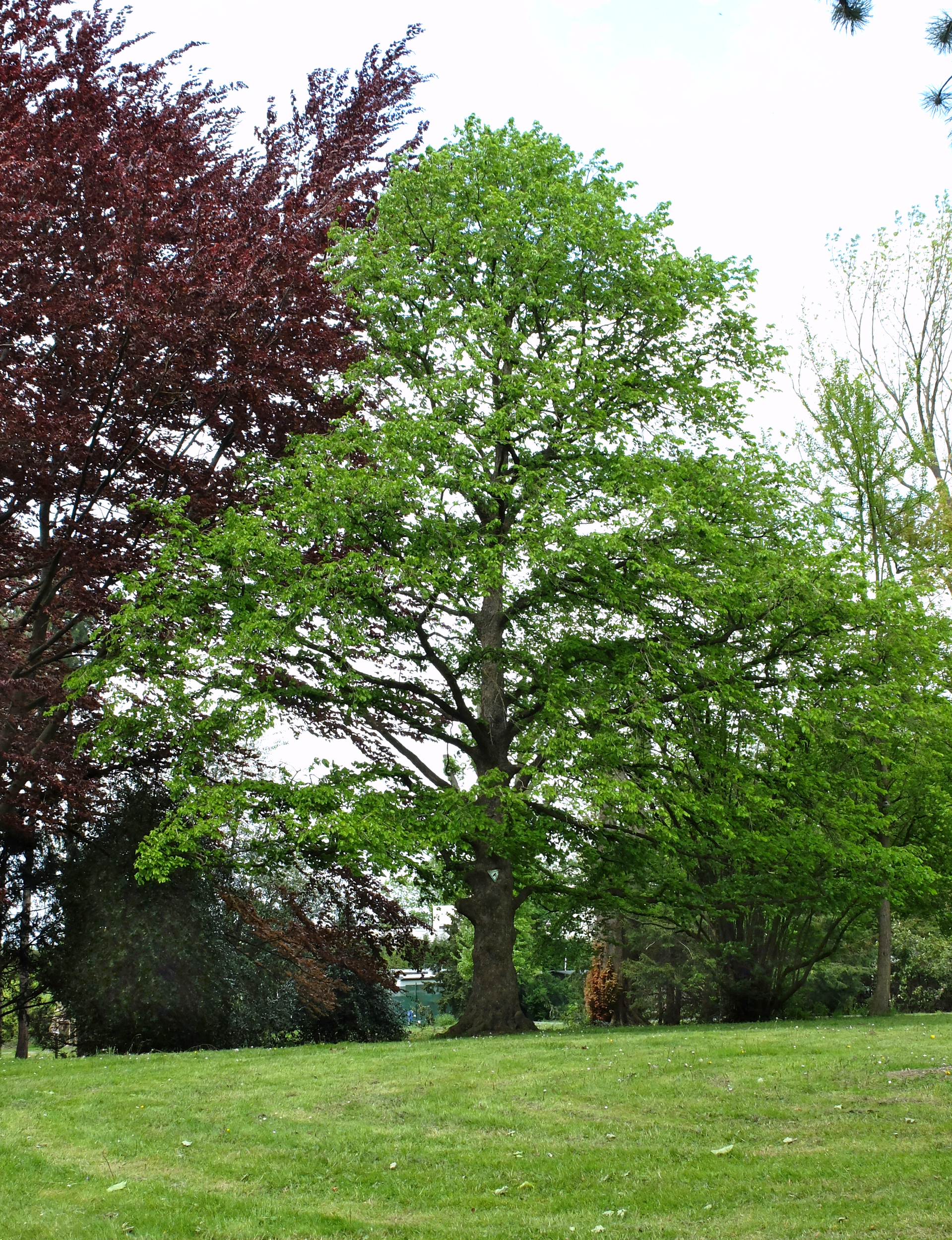
Baum-Hasel (corylos colurna)
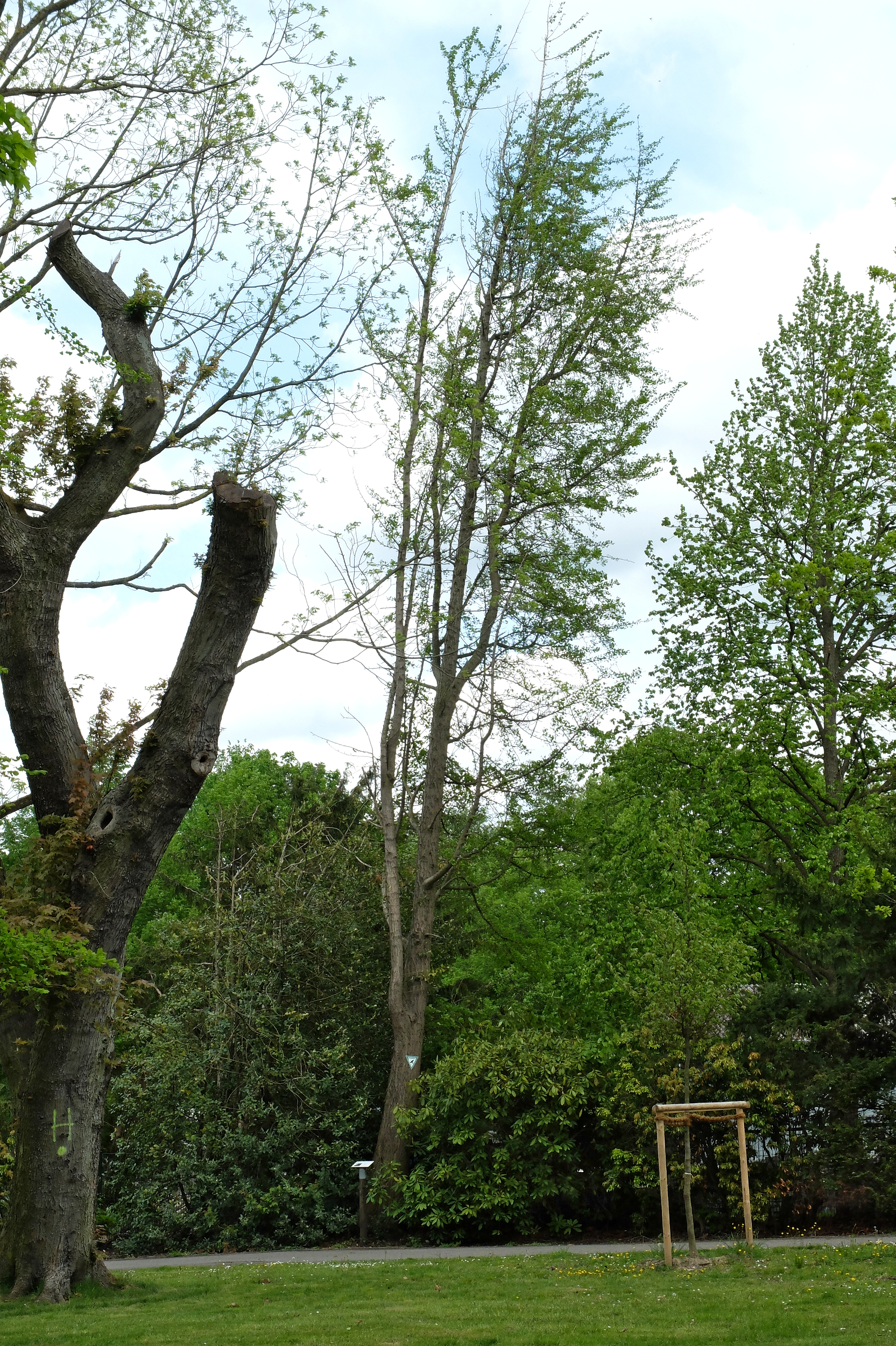
Fächerbaum (ginkgo biloba)